# Doktor Glas möter samtidens tonsättare
Doktor Glas möter samtidens tonsättare är en musikteaterpjäs skriven av operasångaren och manusförfattaren Kalle Leander, baserad på Hjalmar Söderbergs dagboksroman Doktor Glas 
från 1905 och Bengt Ohlssons Gregorius från 2004. Den uruppfördes i det kulturminnesmärka Gathenhielmska huset i Göteborg 2017, av Opera Estrad/Studio Gathenhielm, i regi av Isabel Lagos.